# Mariette Sully
Pour les articles homonymes, voir Sully.
Mariette Sully (9 décembre 1874 – 20 avril 1950), est une soprano belge qui a principalement joué dans des opérettes en France. Elle est aussi actrice de théâtre et de cinéma.

## Carrière
Mariette Sully est née à Bruxelles le 9 décembre 1874, . Après avoir quitté l'école, elle commence à travailler dans le théâtre, faisant ses débuts au Casino de Nice dans La Petite Mariée de Charles Lecocq. Après avoir joué à Monte-Carlo, elle s'installe à Bucarest où elle chante Irma dans Le Grand Mogol d'Edmond Audran.
Sa carrière prend son envol en 1894 ; elle rejoint les Bouffes-Parisiens, y faisant ses débuts en créant le rôle de Clotilde dans Les Forains de Louis Varnay, en février 1894 et Edwige dans Le Bonhomme de neige d'Antoine Banès, en avril 1894. En juin de la même année, elle joue au théâtre des Menus-Plaisirs, le rôle-titre de Miss Helyett d'Audran, aux côtés de Jean Périer. En octobre, au théâtre de la Gaîté, elle chante Kate dans Rip de Robert Planquette. À la Gaîté en 1896, elle crée Alesia dans La Poupée d'Audran.
Pour André Messager, elle crée le rôle-titre de Véronique en 1898, toujours avec Jean Périer et avec Anna Tariol-Baugé, et le répète à plusieurs reprises, y compris à Londres en 1903.
En 1900, elle joue avec la troupe du Châtelet,.
Elle a également créé Éponine dans Shakespeare! de Gaston Serpette, Cyprienne dans Les Dragons de l'Impératrice de Messager (1905), Lisbeth dans Hans, le joueur de flûte de Louis Ganne (1906) et Ginette dans Les Maris de Ginette (1916).
En 1909, elle prend la direction du théâtre du Kursaal de Spa,.
En 1920, elle ouvre une école d'enseignement de l'opérette au théâtre Edouard VII.
Une représentation à bénéfice est donnée en son honneur au théâtre Sarah Bernhardt en 1925,,.
En septembre 1935, elle participe à la création de La Nuit est belle d'Henri Goublier, dans le rôle de Madame Denizot, au Théâtre Antoine.
Mariette Sully meurt à l'âge de 75 ans le 7 avril 1950, dans le 7e arrondissement de Paris,.

## Galerie

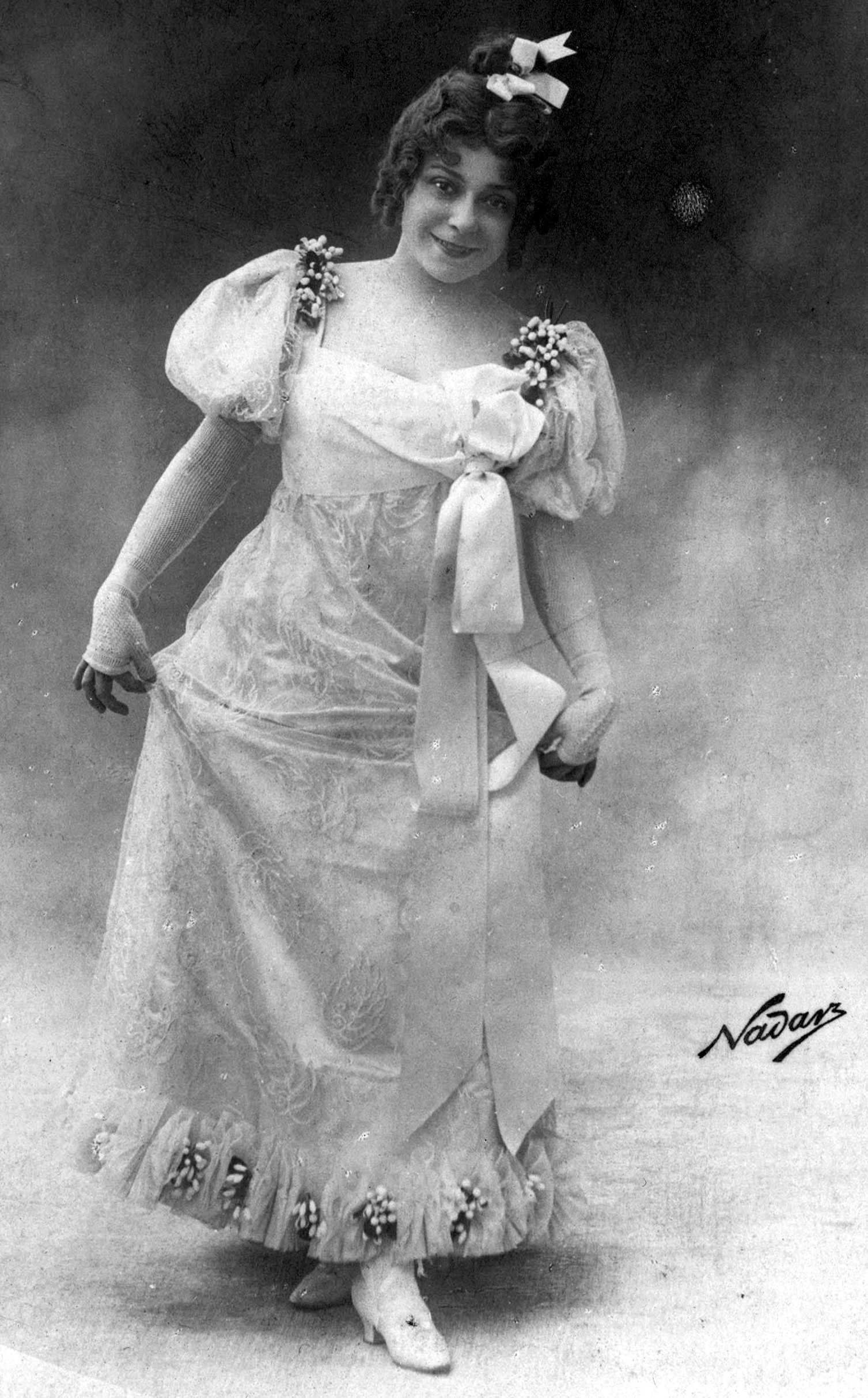
Mariette Sully dans Les P'tites Michu d'André Messager au Théâtre des Folies-Dramatiques en 1900
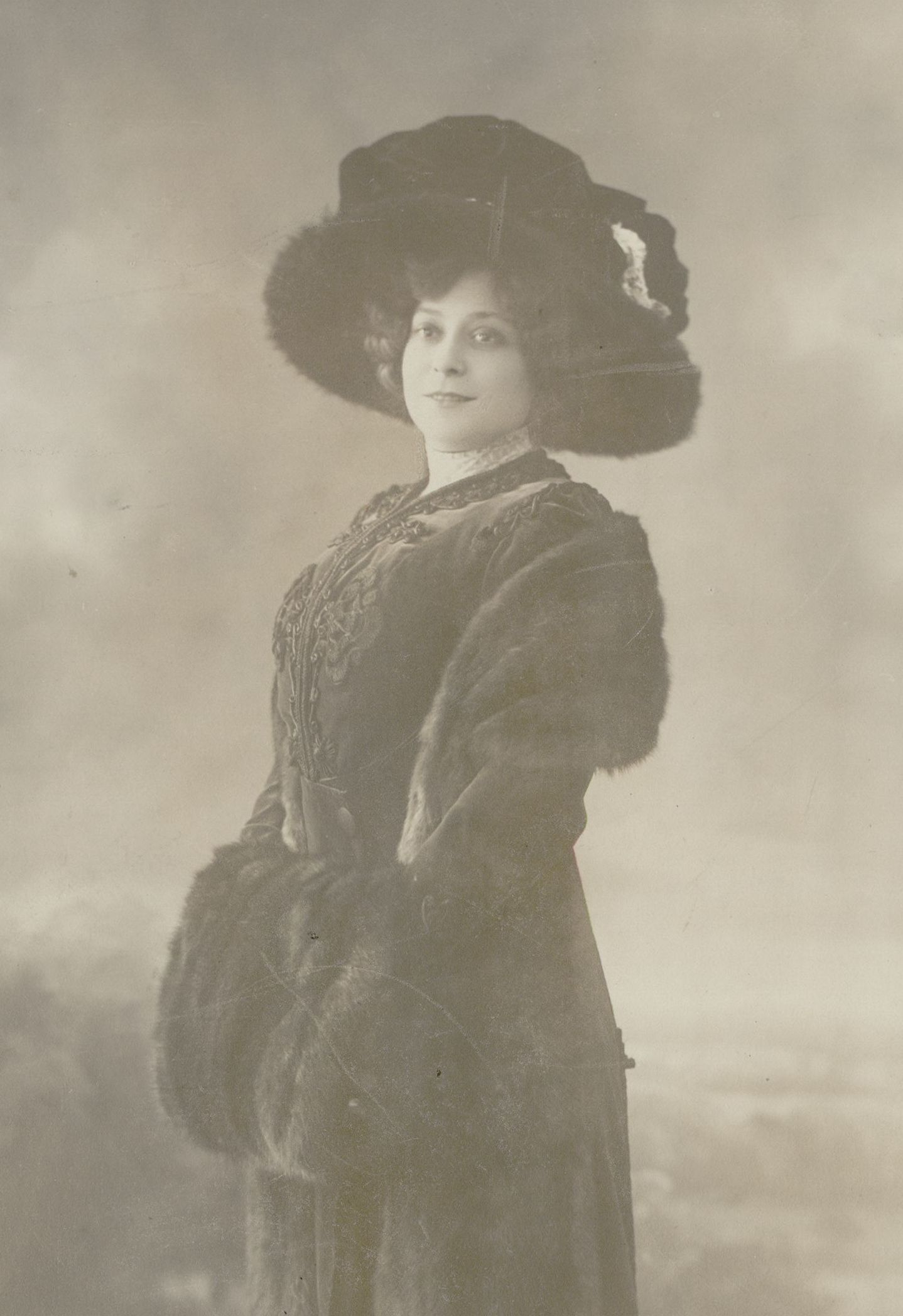
Mariette Sully en 1910
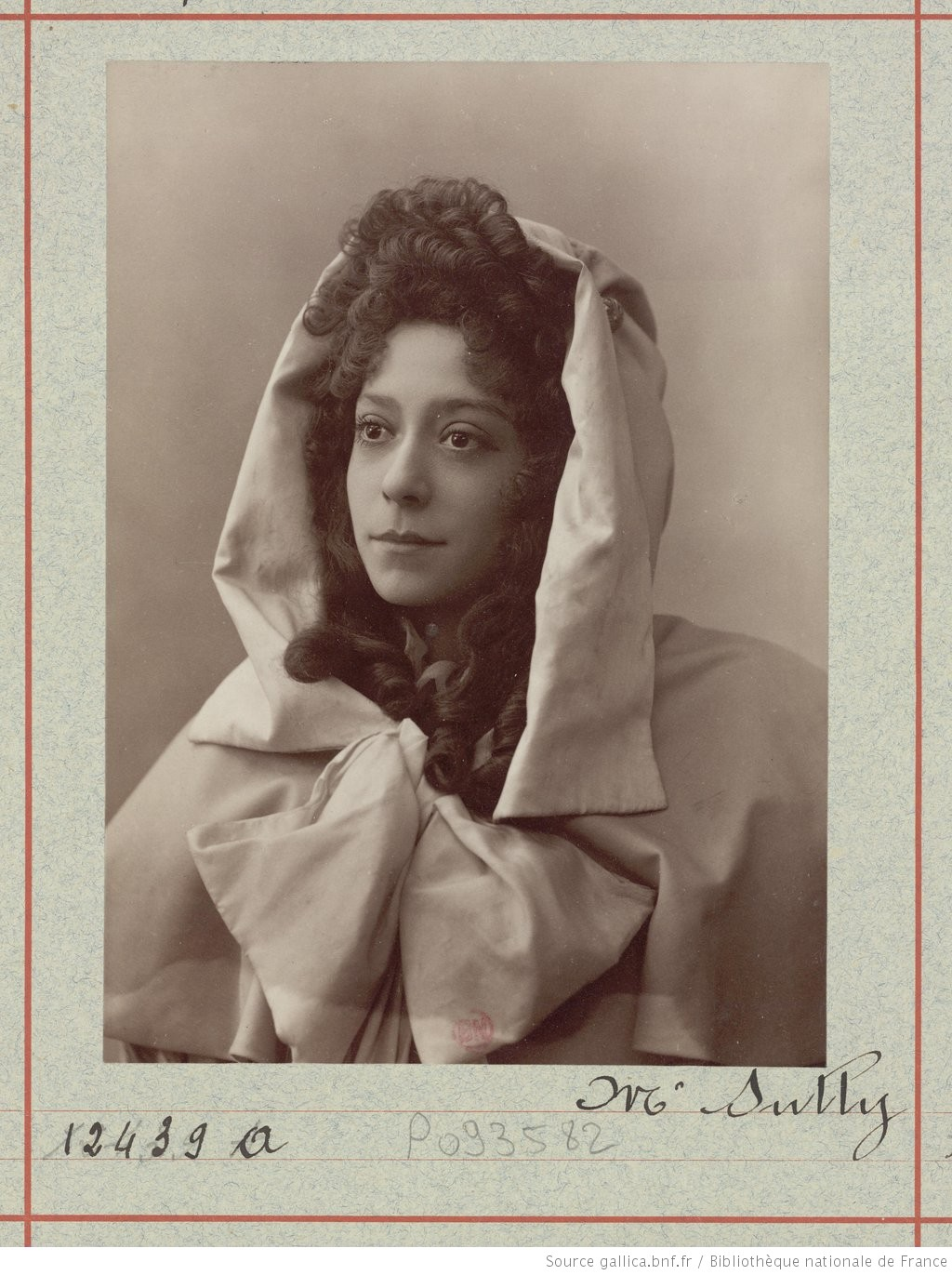
Mariette Sully par l'atelier Nadar, 1894 ou 1895

## Répertoire
- 1894 : Les Forains, de Louis Varney sur un livret d'Antony Mars et Maxime Boucheron, création aux Bouffes-Parisiens, 9 février, rôle de Clorinde[15],[16],[17],.
- 1894 : Le Bonhomme de Neige, opérette en 3 actes de Chivot et Albert Vanloo, musique de Antoine Banès aux Bouffes-Parisiens, 19 avril[18],[19].
- 1895 : Panurge, opéra-comique d'Henri Meilhac et Albert de Saint-Alban, musique de Robert Planquette, au théâtre de la Gaîté, 22 novembre, Caterina[19],[20],[21],[22].
- 1895 : Les Cloches de Corneville, opéra-comique de Clairville et Charles Gabet, musique de Robert Planquette, reprise au théâtre de la Gaîté, Serpolette[22],[23].
- 1895 : Les 28 jours de Clairette, opérette d'Antony Mars et Victor Roger, reprise au théâtre de la Gaîté, Clairette[24],[25].
- 1896 : La Poupée, opéra-comique de Maurice Ordonneau et Edmond Audran, au théâtre de la Gaîté, Alesia[26],[27],[28],[29].
- 1897 : La Jolie Parfumeuse, opéra-comique d'Hector Cremieux et Ernest Blum, musique de Jacques Offenbach, reprise au théâtre de la Gaîté, Rose Michon[30],[31],[32].
- 1897 : Mam'zelle Quat'sous, opéra-comique d'Antony Mars et Maurice Desvallières, musique de Robert Planquette, au théâtre de la Gaîté, Théresette[30],[33].
- 1898 : Les Quatre filles Aymon, opérette d'Armand Liorat, Albert Fonteny et Paul Lacôme, aux Folies-Dramatiques, Micheline[32],[34].
- 1898 : Le Soleil de Minuit, opérette d'Albert Renaud, sur un livret de Charles Nuitter et Alexandre Beaumont, création aux Bouffes-Parisiens, 14 octobre[35].
- 1898 : Véronique, opérette d'André Messager sur un livret d'Albert Vanloo et Georges Duval, création au théâtre des Bouffes Parisiens, rôle-titre, le 10 décembre[19],[36],[37].
- 1899 : La Demoiselle aux Camélias, opérette d'Edmond Missa, au théâtre des Bouffes Parisiens[38],[39].
- 1899 : Shakespeare !, opérette de Gaston Serpette, livret de Paul Gavault et Robert de Flers, création aux Bouffes-Parisiens, 23 novembre[38],[40].
- 1900 :  Les P'tites Michu, opérette d' Albert Vanloo et Georges Duval, musique d'André Messager, reprise aux Folies-Dramatiques[41].
- 1900 : Le Petit Chaperon rouge, féerie d'Ernest Blum, Paul Ferrier et Pierre Decourcelle, musique de Marius Baggers, au Châtelet, 22 décembre, Nichette.
- 1902 : La Bouquetière du Château-d'Eau, opérette de Paul Burani, musique de Constantin Lubomirski , au théâtre du Château-d'Eau[42],[43].
- 1902 : La Princess Bébé, opérette de Pierre Decourcelle et Georges Berr, musique de Louis Varney, au théâtre des Nouveautés, Bébé[42],[44].
- 1903 : Le Voyage avant la noce, opérette de Victor de Cottens et Robert de Charvay, musique de Louis Varney, au théâtre Trianon[45].
- 1904 : Country Girl, la fille des champs, opérette anglaise, livret de Tanner, adapté en français par Victor de Cottens et Fordyce, musique de Lionel Monckton, avec Max Dearly et Alice Bonheur, à l'Olympia[46],[47],[48].
- 1905 : Les Dragons de l'Impératrice, opéra-comique de Georges Duval et Albert Vanloo, musique d'André Messager, au théâtre des Variétés, Cyprienne[19],[49],[50].
- 1906 : Hans, le joueur de flûte de Louis Ganne, livret de Maurice Vaucaire et de Georges Mitchell, au théâtre du Casino de Monte-Carlo, Lisbeth[19],[51].
- 1907 : La Petite Bohème, opérette de Paul Ferrier, musique d'Henri Hirchamnn, reprise aux Bouffes-Parisiens[52],[53].
- 1907 : Betty ou l'Entente Cordiale, fantaisie de Maurice Hennequin et Paul Bilhaud, musique d'Eustache de Lorey, au théâtre l'Olympia de Bruxelles[54] et au théâtre de Monte-Carlo en 1908[55].
- 1908 : Œil-de-Gazelle, opérette de Justin Clérice, livret de Paul Ferrier, au théâtre de Monte-Carlo, 6 janvier, Œil-de-Gazelle[56],[57].
- 1908 : Little Jap..., opérette de Paul Franck, musique Édouard Mathé, à la Scala, 17 janvier, Kokiou[58],[59].
- 1909 : Madame Malbrough, opéra-bouffe de Lucien Métivet et Aimé Lachaume, théâtre des Folies-Dramatiques[60],[19],[61].
- 1909 : Véronique, opérette d'André Messager sur un livret d'Albert Vanloo et Georges Duval, reprise théâtre des Folies-Dramatiques[60],[62].
- 1909 : La Veuve joyeuse, opérette de Franz Lehár, sur un livret de Victor Léon et Leo Stein, à Monte-Carlo, Missia Palmieri[63].
- 1910 : Les Saltimbanques, opérette de Louis Ganne  livret de Maurice Ordonneau, à Monte-Carlo[64].
- 1910 : Hans, le joueur de flûte de Louis Ganne, livret de Maurice Vaucaire et de Georges Mitchell, reprise à l'Apollo, Lisbeth[65].
- 1910 : La Femme de Narcisse, opérette de Louis Varney, livret de Fabrice Carré, à Monte-Carlo, Estelle[66].
- 1910 : Le Grand Mogol d'Edmond Audran, à Monte-Carlo, Irma[66].
- 1910 : Rhodope, opérette de Paul Ferrier et Paul de Choudens, musique de Louis Ganne à Monte-Carlo, Rhodope[67],[68].
- 1912 : La Rose de Grenade, de Hanneaux et Fredaff, musique de Joaquin Valverde, à l'Olympia, Rosita[69],[70].
- 1916 : Les Maris de Ginette, d'Henri Kéroul  et Albert Barré, musique de Félix Fourdrain, Ginette[71].
- 1917 : La Fiancée du lieutenant, opérette militaire « moderne » de Francis Gally, musique d’Henri Goublier à l'Apollo[72].
- 1926 : Pas sur la bouche !, opérette de Maurice Yvain, livret d'André Barde avec les tournées H. Max[73].
- 1935 : La Nuit est belle, opérette d'Albert Sablons, musique d’Henri Goublier, au théâtre Antoine[74],[75].

## Théâtre
- 1900 : Moi, je m'en f..., revue de Jules Oudot et Henry de Gorsse au Tréteau de Tabarin[76].
- 1910 : Revue de l'année prochaine, revue de Wilned et Fernand Rouvray, au Tréteau-Royal[77].
- 1911 : Tu peux l'dire !, revue de Paul Ardot et Albert Laroche, à La Cigale[78].
- 1927 : Une Charmante fille, comédie d'André Lang, au théâtre Michel, Madame Touchâtre[79].

## Cinéma
Mariette Sully tourne un film « sonore » pour l'exposition universelle de 1900, le « Phono, Cinéma, Théâtre » avec pour partenaires Sarah Bernhardt, Mounet-Sully, Coquelin aîné, Réjane, Carlotta Zambelli et Jules Moy. Elle apparait, vers 1900, dans une compilation de petits films expérimentaux avec le son enregistré sur cylindre, Sully joue et chante une marionnette, avec pour titre "Mariette Sully dans La Poupée"  .
Elle tourne également deux films dans les années 1930, L'Enfant de l'amour de Marcel L'Herbier, et La chanson du souvenir de Douglas Sirk et Serge de Poligny.

## Iconographie
Ses photographies sont publiées dans le catalogue, La référence des portraits contemporains, publié par la Librairie Nilsson, en 1899 et en 1900,.